# Cuora pani
Espèce
Synonymes
- Cuora chriskarannarum Ernst & McCord 1988

Statut de conservation UICN

 CR A1d+2d : 
En danger critique
Statut CITES
Cuora pani est une espèce de tortues de la famille des Geoemydidae.

## Répartition
Cette espèce est endémique de la province du Shaanxi en Chine.
Sa présence dans les provinces du Hubei et du Sichuan est incertaine.

## Publication originale
- Song, 1984 : A new species of the turtle genus Cuora (Testudoformes: Testudinidae). Asiatic Herpetological Research, vol. 9, p. 142-144.